# Oberriexingen
Oberriexingen är en stad i Landkreis Ludwigsburg i regionen Stuttgart i Regierungsbezirk Stuttgart i förbundslandet Baden-Württemberg i Tyskland.
Staden ingår i kommunalförbundet Vaihingen an der Enz tillsammans med staden Vaihingen an der Enz och kommunerna Eberdingen och Sersheim.